# COM (revista de mangá)
COM (コム, Komu) foi uma revista de mangá lançada em janeiro de 1967 por Osamu Tezuka. Foi iniciado em resposta ao sucesso da revista Garo (que na época, tinha a sua maior circulação), e foi uma maneira de Tezuka e outros artistas mostrarem trabalhos mais avant-garde e experimentais em mangá. As primeiras sete histórias de Hi no Tori do próprio Tezuka foram as obras mais famosas a serem publicadas nesta antologia antes do fim da publicação em 1972. Além disso, a famosa mangaká feminista Murasaki Yamada publicou seu primeiro trabalho nesta antologia.